# Orden pro Merito Melitensi
La Orden pro Merito Melitensi es la orden del mérito de la Soberana Orden Militar y Hospitalaria de San Juan de Jerusalén, de Rodas y de Malta, establecida en 1920. Se otorga a los destinatarios que han traído honor a la Soberana Orden Militar y Hospitalaria de San Juan de Jerusalén, de Rodas y de Malta, promovido valores cristianos y la caridad según lo definido por la Iglesia Católica Romana. A diferencia de los Caballeros o Damas de la Orden de Malta (que es una orden militar de caballería), aquellos decorados con la Orden "pro Merito Melitensi» no son investidos en una ceremonia religiosa, no prestan ningún juramento ni hacen ningún compromiso religioso. Por lo tanto, también puede otorgarse a no católicos. Los conferidos incluyen prominentes estadistas, como los presidentes Ronald Reagan, quien lo recibió mientras aún estaba en el cargo, y George H. W. Bush.
La orden consta de dos rangos y seis grados, incluyendo el de Comandante, ahora raro en la Orden de Malta, y no tiene grados nobiliarios, siendo así comparable a numerosas órdenes de mérito en todo el mundo, incluyendo las órdenes papales, la Orden del Mérito Nacional de Francia y la Orden del Imperio Británico de Gran Bretaña.

## Orden «pro Merito Melitensi»

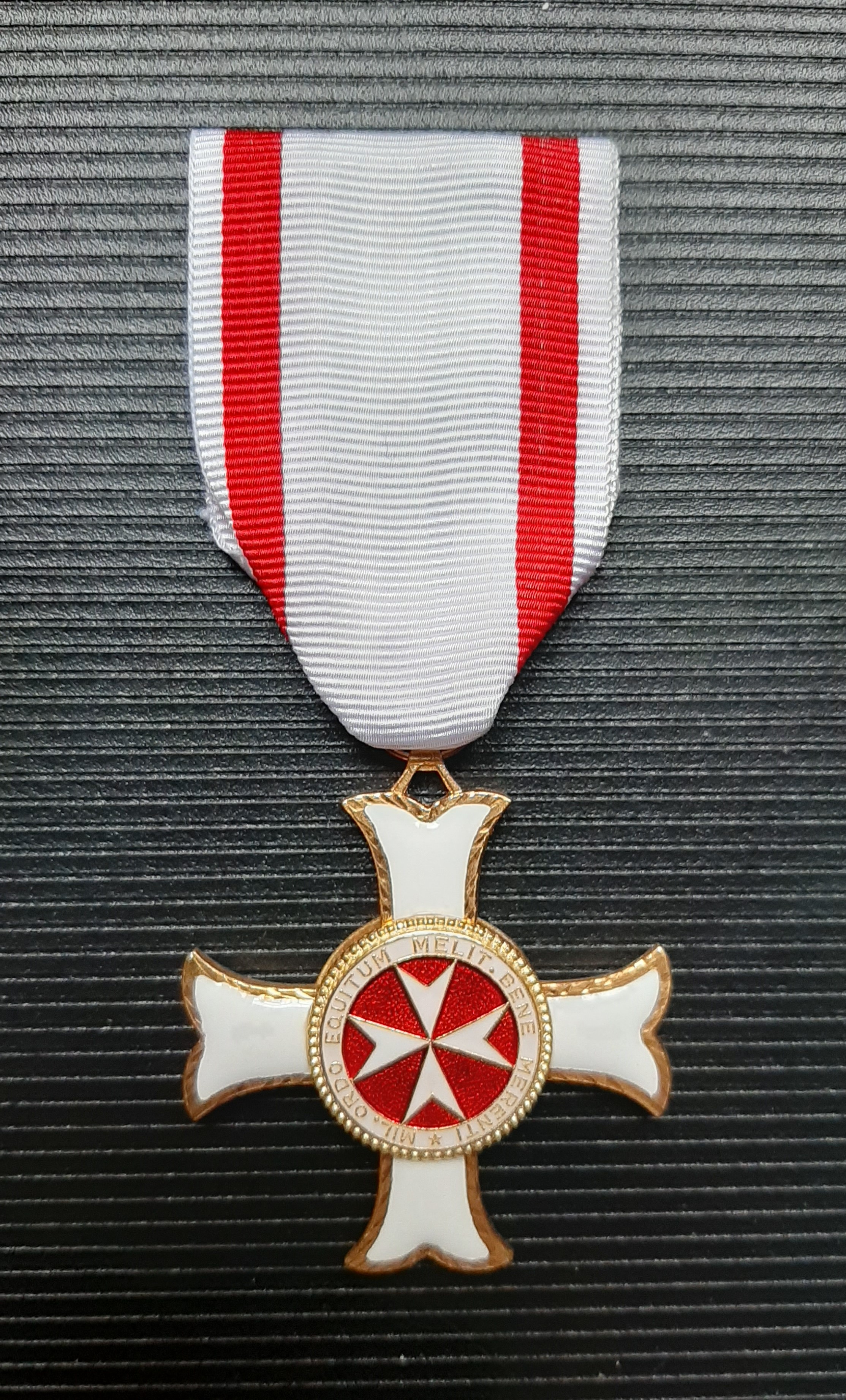
Cruz «pro Merito Melitensi»
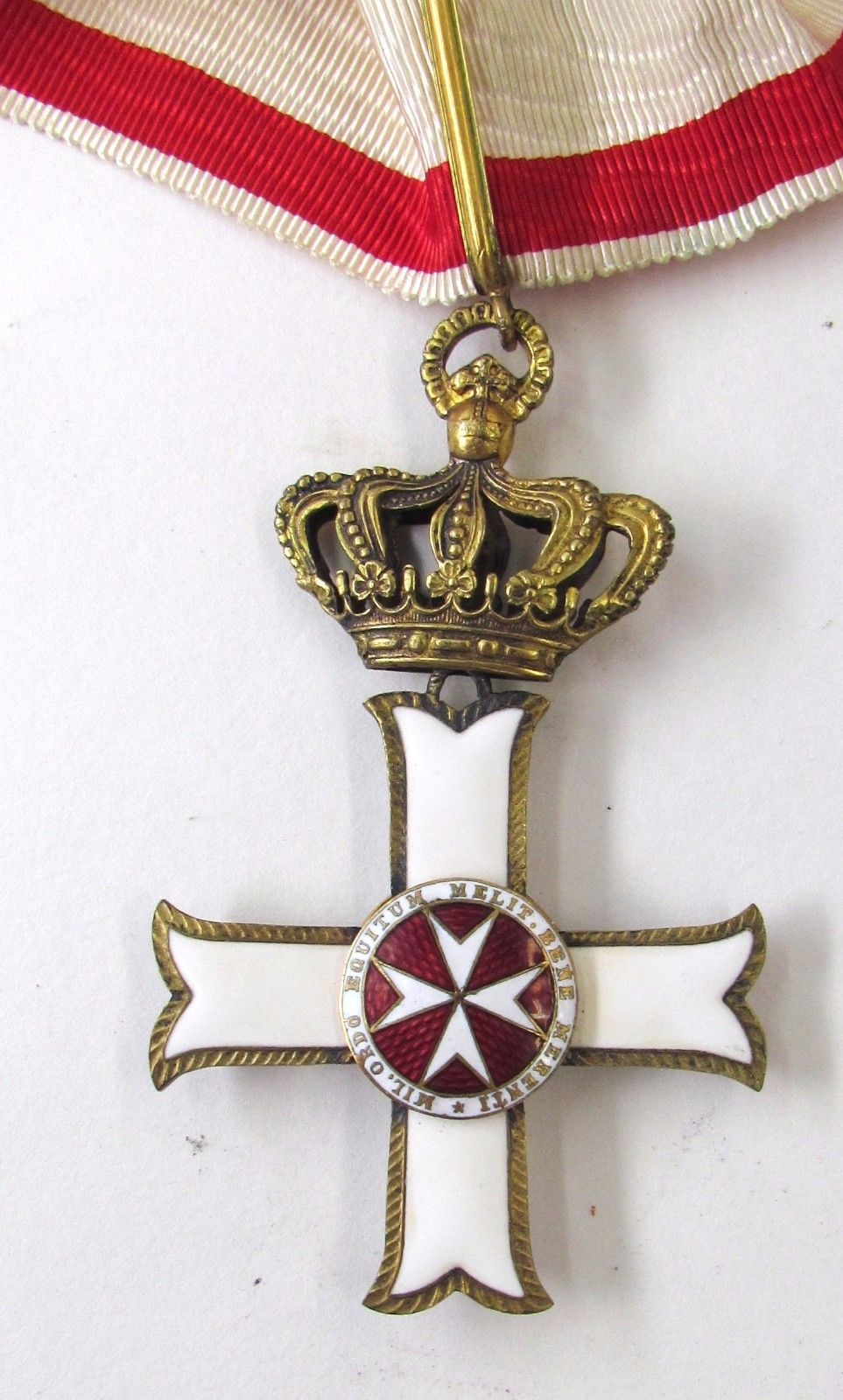
Comandante «pro Merito Melitensi» condecoración al cuello
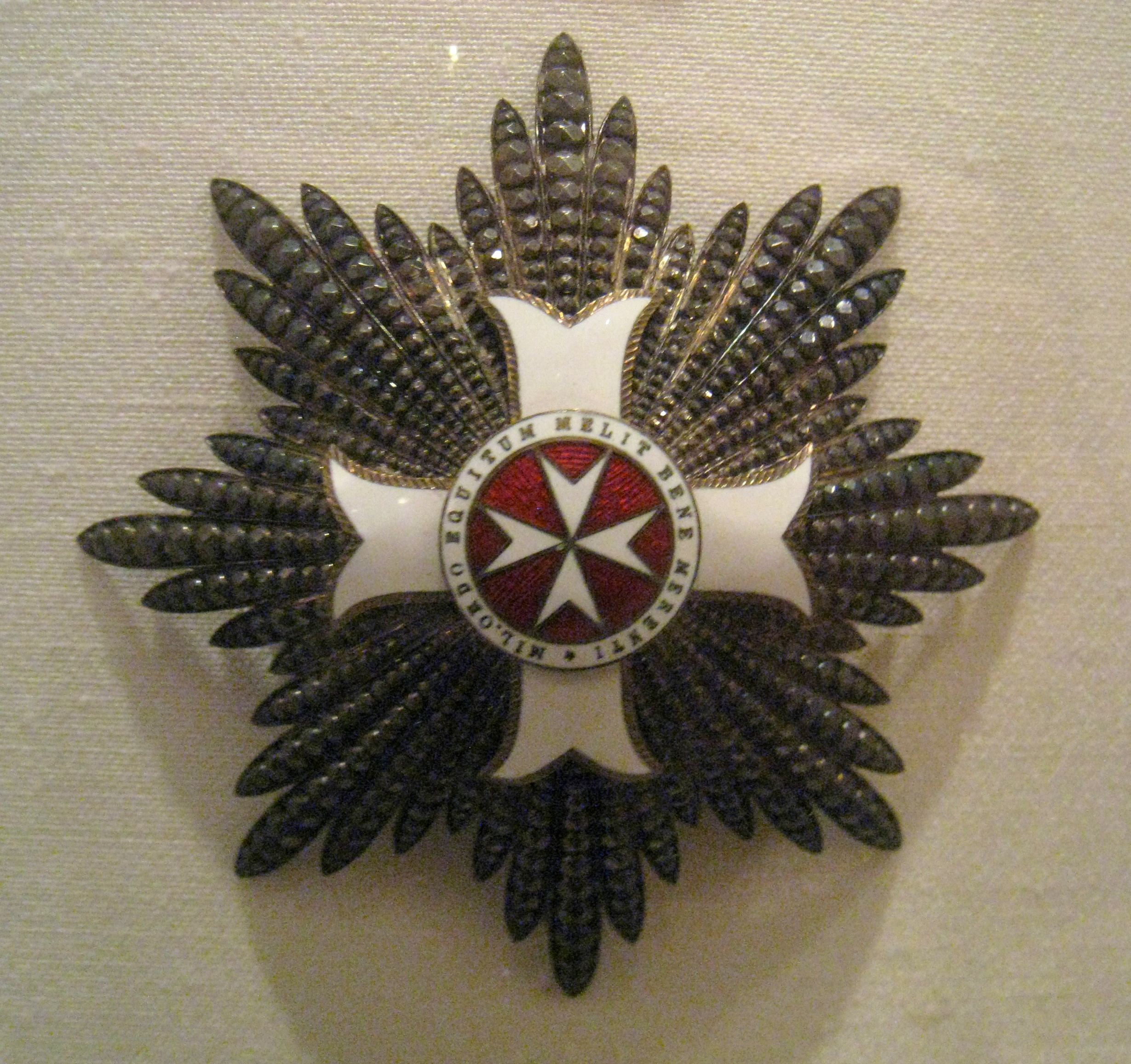
Estrella de pecho de la Gran Cruz «pro Merito Melitensi»
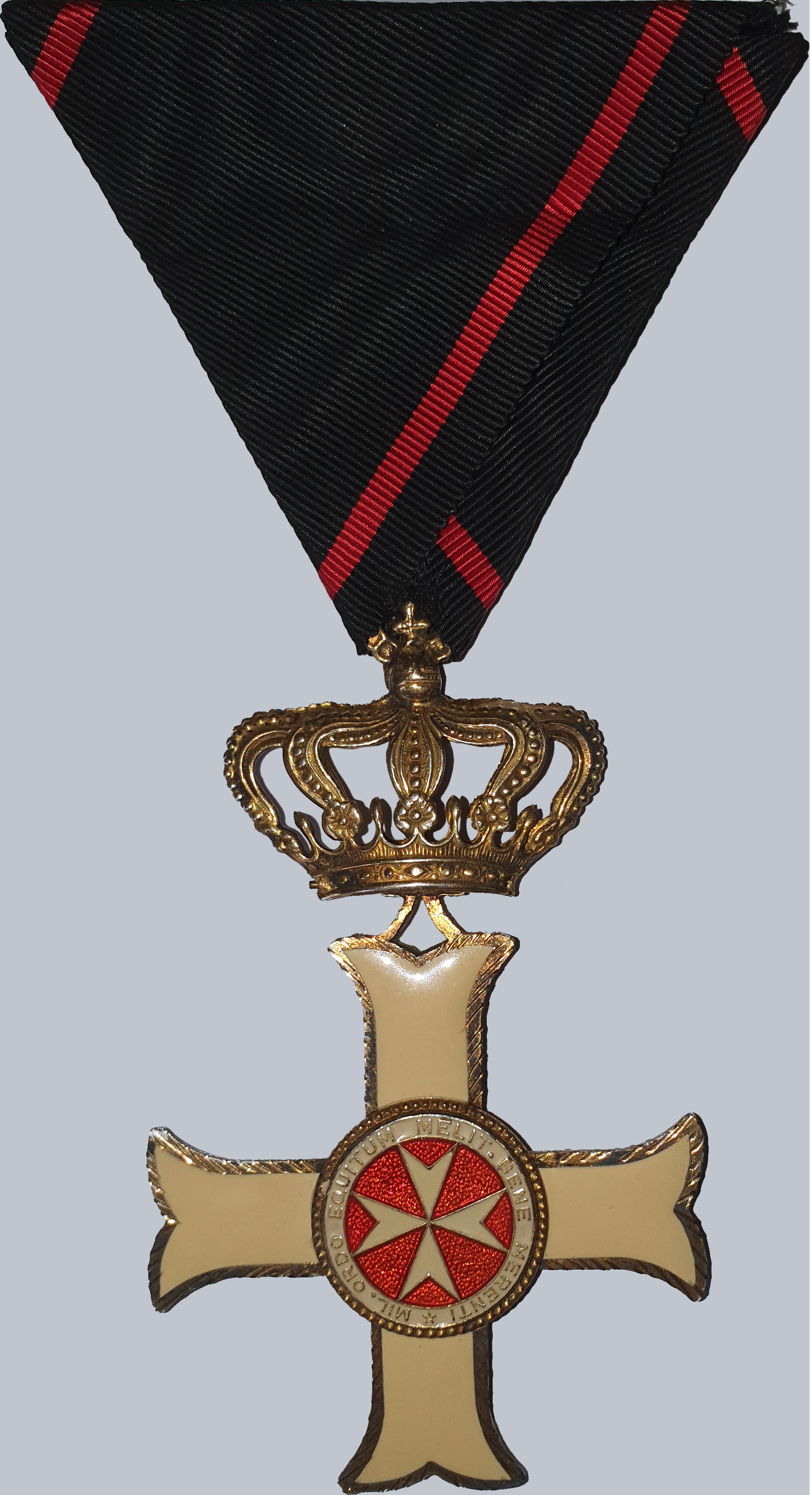
Cruz «Pro piis meritis» «Pro merito melitensi»

## Historia
Fue creada para condecorar a los hombres y mujeres que han traído honor y prestigio a la Orden de Malta. Esta condecoración se impone independientemente de la religión profesada, aún a aquellos que no están en comunión con la Iglesia de Roma.
Esta Orden es concedida tanto por Decreto del Soberano Consejo, como por motu proprio del Gran Maestre.

### Collar de la Ordenpro Merito Melitensi
Pro Merito Melitensi Collar - Clase Militar
 Pro Merito Melitensi Collar - Clase Civil
Un solo grado, generalmente otorgado solo a Jefes de Estado.

### Cruz de la Ordenpro Merito Melitensi

#### Clase Militar
Gran Cruz con Espadas pro Merito Melitensi – Clase Especial
 Gran Cruz con Espadas pro Merito Melitensi
 Cruz de Gran Oficial con Espadas pro Merito Melitensi
 Cruz de Comandante con Espadas pro Merito Melitensi
 Cruz de Oficial con Espadas pro Merito Melitensi
 Cross with Swords pro Merito Melitensi

#### Clase Civil
Gran Cruz pro Merito Melitensi – Special Class
 Gran Cruz pro Merito Melitensi
 Cruz de Gran Oficial pro Merito Melitensi
 Cruz de Comandante pro Merito Melitensi
 Cruz de Oficial pro Merito Melitensi
 Cruz pro Merito Melitensi

#### Clase Eclesiástica
Gran Cruz pro Piis Meritis Melitensi
 Cruz pro Piis Meritis Melitensi

### Medalla de la Ordenpro Merito Melitensi

#### Estilo antiguo (1920-1960)
Medalla de Oro pro Merito Melitensi
 Medalla de Plata pro Merito Melitensi
 Medalla de Bronce pro Merito Melitensi

#### Clase Militar
Medalla de Oro con Espadas pro Merito Melitensi
 Medalla de Plata con Espadas pro Merito Melitensi
 Medalla de Bronce con Espadas pro Merito Melitensi

#### Clase Civil
Medalla de Oro pro Merito Melitensi
 Medalla de Plata pro Merito Melitensi
 Medalla de Bronce pro Merito Melitensi

## La Orden «pro Merito Melitensi»

### Clases de la Orden «pro Merito Melitensi»
La Orden «pro Merito Melitensi» comprende las siguientes clases:
- Collar
- Cruz
- Medalla

### El Collar «pro Merito Melitensi»
El Collar tiene solo un grado, pero se divide en dos divisiones, a saber, «Collar “pro Merito Melitensi”» para Civiles y «Collar con Espadas “pro Merito Melitensi”» para el Militar. El Collar solo se otorga a los Jefes de Estado.

### La Cruz «pro Merito Melitensi»
La Cruz se otorga tanto a civiles como a personal militar, y consta de varios grados:
- Gran Cruz «pro Merito Melitensi» - Clase Especial
- Gran Cruz «pro Merito Melitensi»
- Gran Oficial «pro Merito Melitensi» (con Insignia para mujeres)
- Comandante «pro Merito Melitensi» (con Corona para mujeres)
- Oficial «pro Merito Melitensi» (con Escudo de armas para mujeres)
- Cruz «pro Merito Melitensi»

N.B: Estas condecoraciones tienen «con Espadas» para el personal militar en servicio y «sin Espadas» para los civiles.

### La Cruz «pro piis meritis» pro Merito Melitensi
Cuando se otorga a eclesiásticos, tiene la misma cruz que se otorga a civiles y personal militar. Sin embargo, esta cinta es negra cruzada con dos líneas rojas delgadas y consta solo de dos grados:
- Gran Cruz «pro piis meritis» pro Merito Melitensi,
- Cruz «pro piis meritis» pro Merito Melitensi.

### La Medalla «pro Merito Melitensi»
Esta clase tiene tres grados: Oro, Plata y Bronce.

### Cintas
Solo hay tres tipos diferentes de cintas tanto para la medalla como para las cruces.
| Cruz del Mérito, Eclesiástica     | Cruz del Mérito, Civil               | Cruz del Mérito, Militar             |
| --------------------------------- | ------------------------------------ | ------------------------------------ |
|                                   |                                      |                                      |
| Cinta                             |                                      |                                      |
| Cinta negra con finas rayas rojas | Cinta blanca con grandes rayas rojas | Cinta roja con grandes rayas blancas |